# اکاس
اکاس (به فرانسوی: Accous) یک کمون در فرانسه است که در Canton of Accous واقع شده‌است.

## خصوصیات
اکاس ۶۰٫۶۸ کیلومترمربع مساحت و ۴۳۱ نفر جمعیت دارد.

## نگارخانه

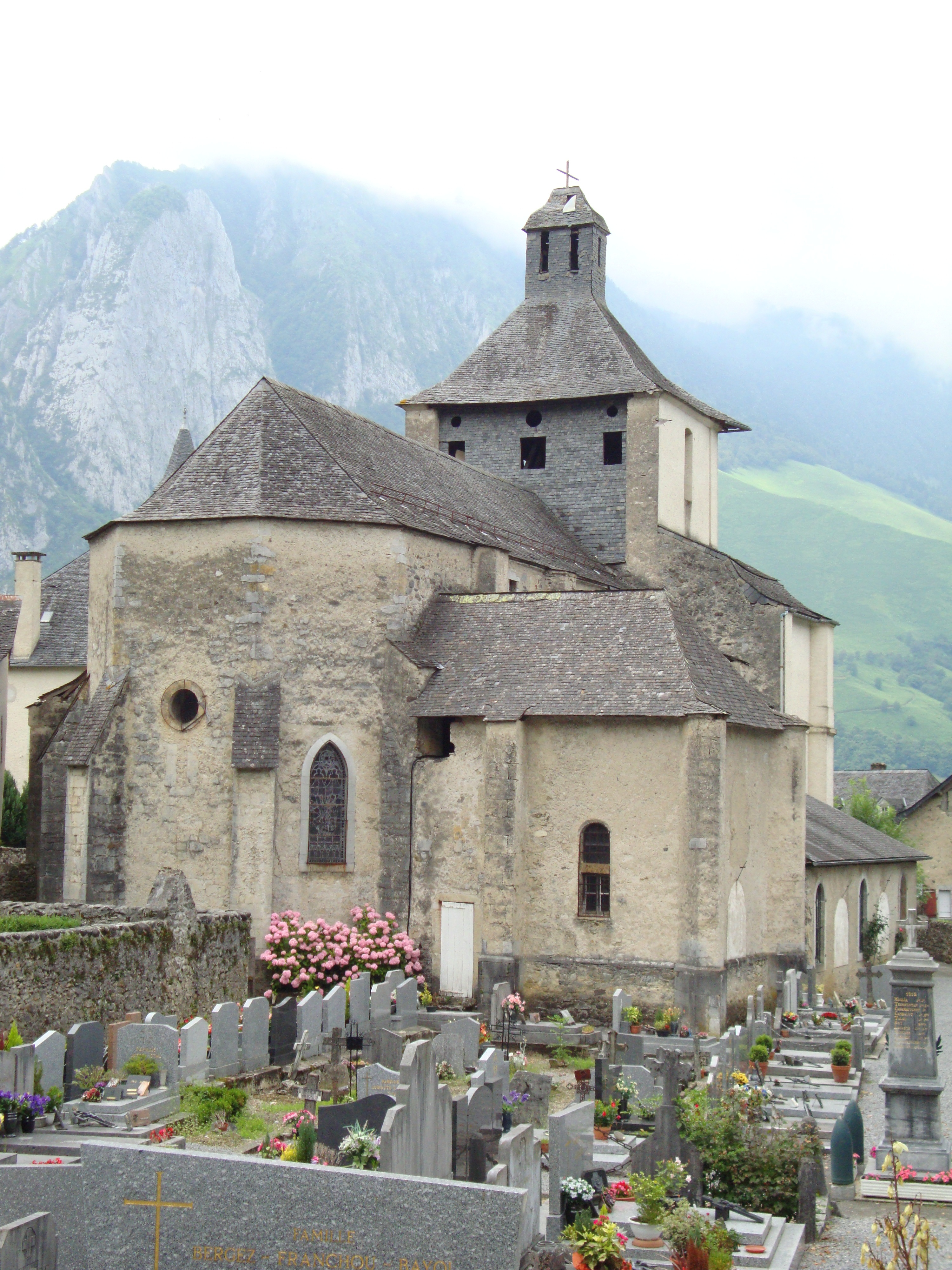
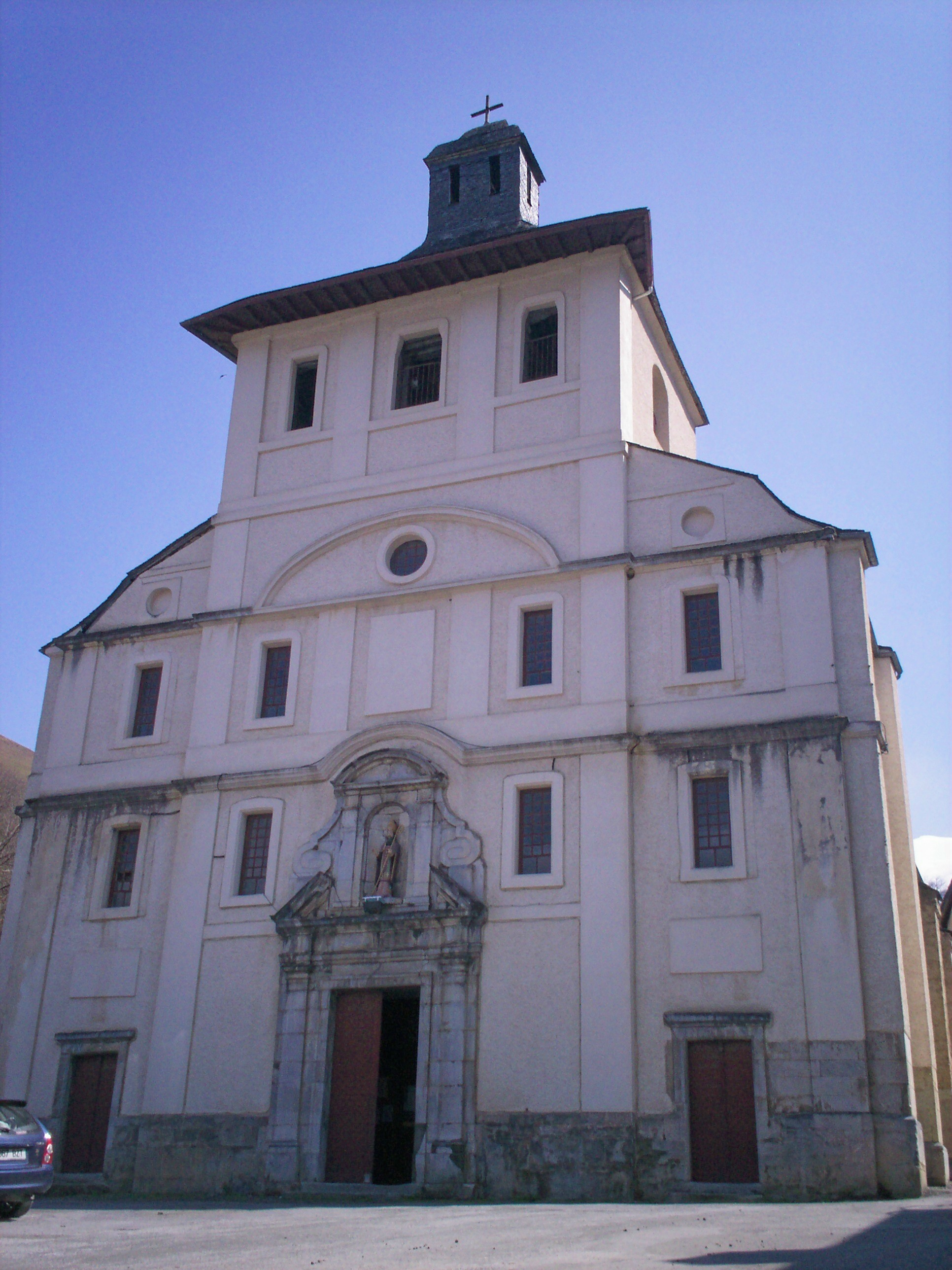
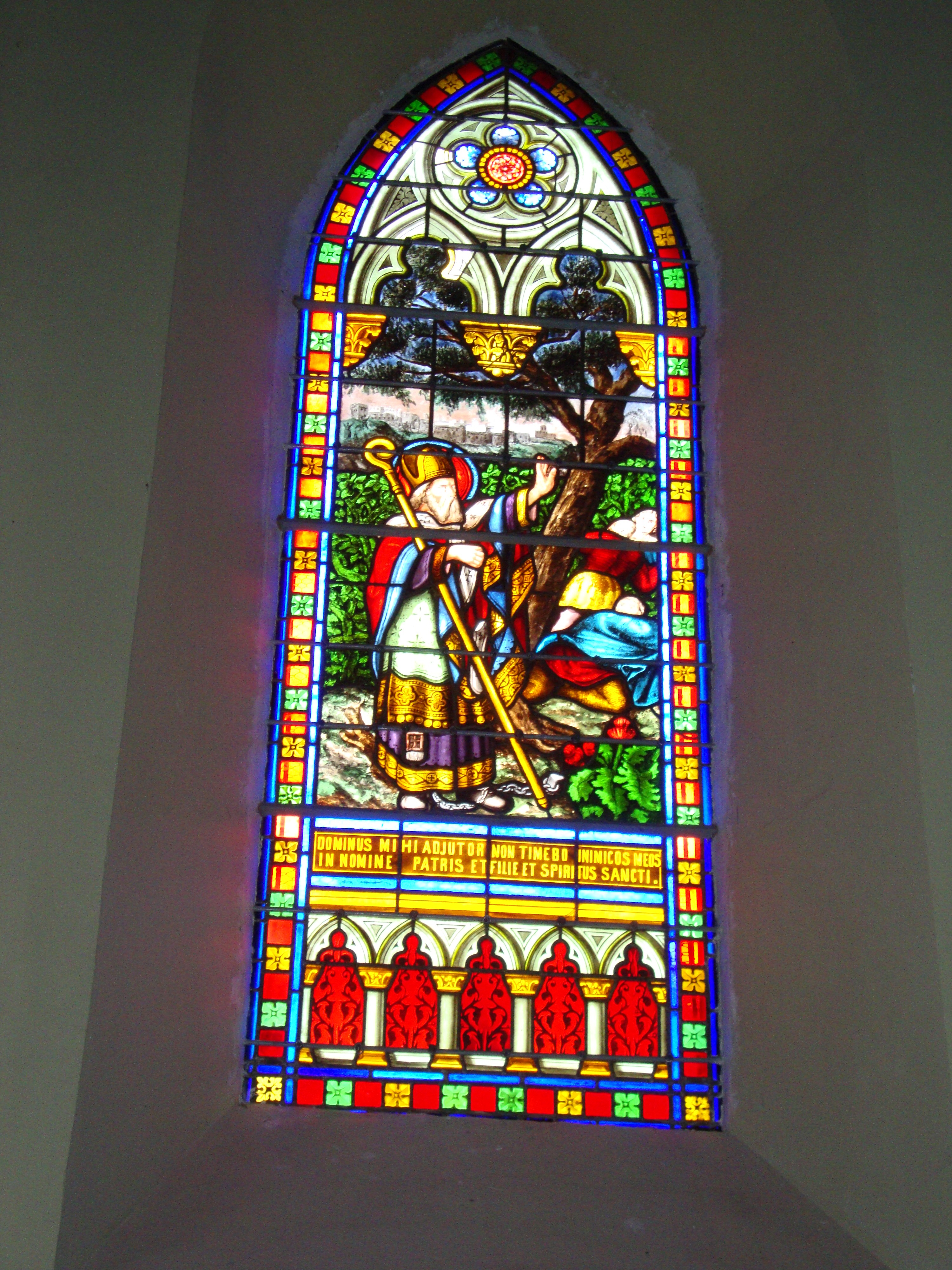
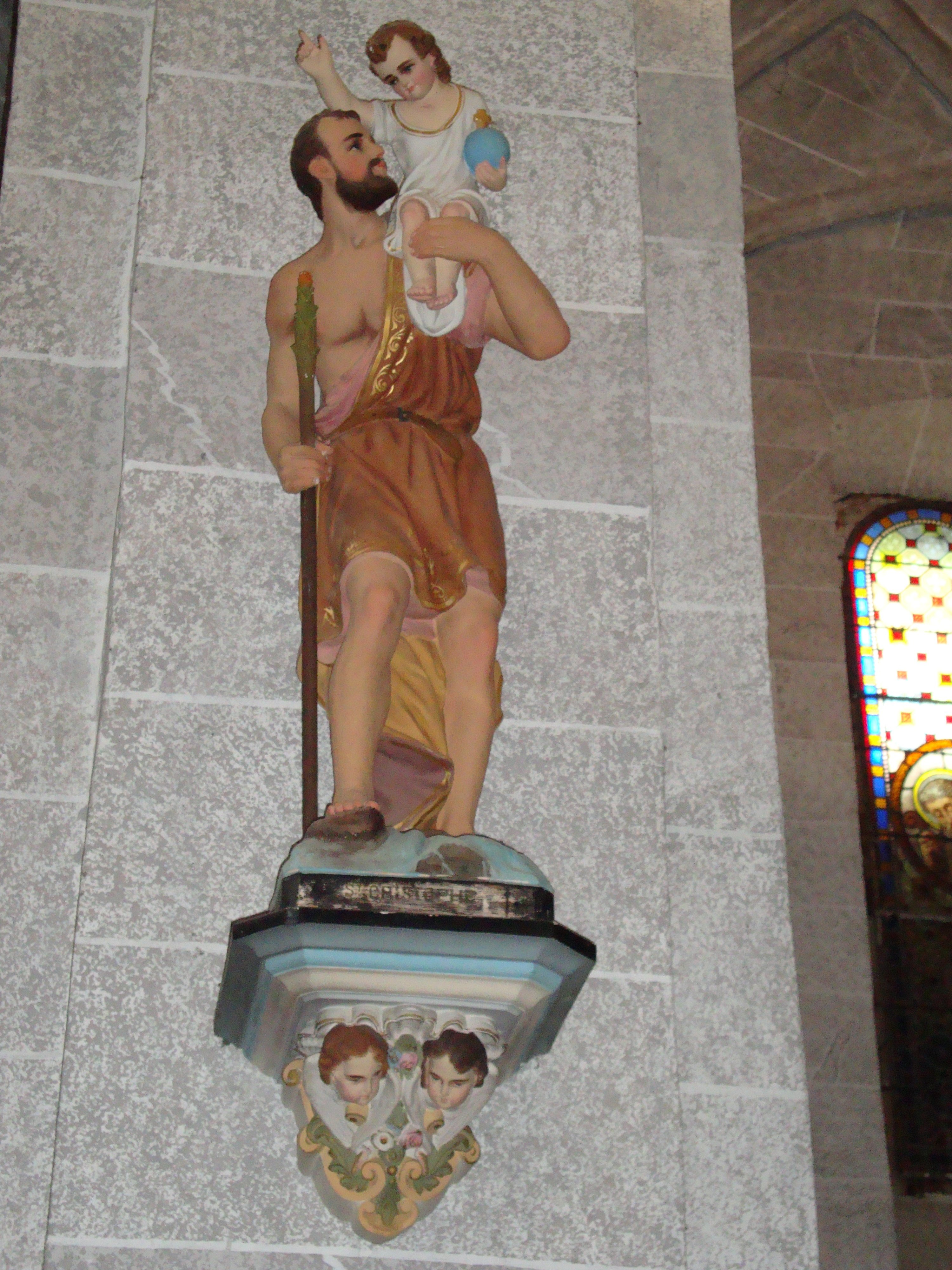